# Samuel McGhee
Samuel Timothy McGhee (* 29. Mai 1940; † 8. April 2020 in New Jersey) war ein US-amerikanischer Politiker.

## Leben
McGhee arbeitete als Geschichtslehrer an der High School und war 32 Jahre als dean of admission für Studentenzulassungen an der New Jersey City University zuständig.
1984 bewarb sich McGhee erfolglos bei der demokratischen Primary um als Kandidat bei den Wahlen zum Board of chosen freeholders von Union County aufgestellt zu werden. 1986 erfolgte seine Wahl in das Hillside Township Committee, die Gemeindevertretung von Hillside, New Jersey. 1988 wurde McGhee zum Bürgermeister von Hillside gewählt. McGhee war damit der erste afroamerikanische Amtsinhaber in der Geschichte des Township. Danach wurde er noch zwei weitere Male zum Bürgermeister gewählt. Des Weiteren war er Mitglied der Union County Improvement Authority sowie Vorsitzender des Board of Trustees des in Newark beheimateten Hörfunksenders WBGO. 
Im April 2020 starb McGhee im Alter von 79 Jahren während der COVID-19-Pandemie in den Vereinigten Staaten an den Folgen einer Infektion mit SARS-CoV-2.